# Локально-стрічкове внесення добрив
Локально-стрічкове внесення добрив — технологія, що дозволяє мінеральні добрива (гранульовані і рідкі) технічно вносити в стрічку на різні глибини залежно від типу добрива, його особливостей та сільськогосподарської культури, розміщувати їх локально безпосередньо в зону, де буде розміщена основна маса кореневої системи рослин.

## Впровадження в Україні
Вперше в Україні локально-стрічкове диференційоване внесення одночасно 4-х видів мінеральних добрив застосували у компанії «Дружба-Нова». Результати від впровадження технології продемонстровано у 2012 році на II Міжнародній конференції «Системний підхід при впровадженні інформаційних та ресурсозберігаючих технологій у рослинництві». Локально-стрічкове внесення сприяло отриманню агрономічного і економічного ефекту. [Архівовано 3 березня 2018 у Wayback Machine.]

## Переваги технології
1. Підвищення ефективності використання мінеральних добрив.
2. Оптимізація норм внесення, особливо фосфорних і калійних добрив.
3. Економія матеріальних ресурсів за рахунок одночасного внесення декількох елементів.
4. Зниження екологічного навантаження на ґрунт.

Наприклад, ефективність споживання кореневою системою просапних культур мінеральних добрив (особливо фосфорних), внесених в розкид (низькі норми 100—200 кг/га комплексного добрива у фізичній вазі) і перемішаних з великою кількістю ґрунту при обробітку дуже низька. Тому зміна способу внесення мінеральних добрив із застосуванням розкидачів на агрегати (наприклад, культиватори), що налаштовані під локально-стрічкове внесення, дозволяє підвищити ефективність використання добрив і економити до 20-30 % на окремих азотних добривах і до 30-50 % — на фосфорно-калійних.

## Практичне застосування
У 2015—2016 рр. у господарстві «Світанок» (Сумської обл.) за супроводу компанії AgriLab [Архівовано 6 березня 2018 у Wayback Machine.] успішно реалізовано локально-стрічкове диференційоване внесення 4-х видів мінеральних добрив [Архівовано 24 березня 2018 у Wayback Machine.] (калійних, фосфорних, сірчаних та мікродобрив), що сприяло оптимізації використання ресурсів і підвищенню урожаю сільськогосподарських культур.